# إنجرس
قاعدة البيانات انجرس (بالإنجليزية: Ingres)‏ هي نظام إدارة قواعد البيانات العلائقية مفتوح المصدر ومدعومة تجاريا.
ظهرت انجرس أول مرة كمشروع بحثي في جامعة كاليفورنيا في بيركلي بدأ في منتصف السبعينيات وانتهى في منتصف الثمانينيات. المصدر الأصلي - وكما هي عادة المشاريع في بركيلي - كان متوفرا بأقل تكلفة تحت نسخة من ترخيص BSD
ومنذ منتصف 1980، كانت انجرس أساسا لعدد من تطبيقات قواعد البيانات التجارية، وتشمل Sybase، وMicrosoft SQL Server وNonStop SQL، وقواعد أخرى. ومشروع Postgres - PostIngres- بدأ في منتصف الثمانينيات ولاحقا تطور لقاعدة البيانات PostgreSQL.

## تاريخ انجرس
في عام 1973 بدأ مشروع System R وهو عبارة عن قاعدة بيانات في شركة IBM، وأصدر فريق البحث سلسلة من الأوراق تصف النظام الذي يعكفون على تصميمه، مما جذب اهتمام باحثين من جامعة بركيلي وهما مايكل ستونبراكر وإوجني وانج للفكرة، وقررا البدء بمشروع قواعد البيانات العلائقية خاصة بهم.
وقد كانوا حصلوا على تمويل لنظام قاعدة بيانات الجغرافية لجماعة بركيلي الاقتصادية، وأطلقوا عليها Ingres وهي الحروف الأولى من بداية الكلمات التالية INteractive Graphics REtrieval System والتي تعني «نظام استرداد الرسومي المتفاعل». وقد فكر الباحثان باستخدام هذا التمويل لمشروعهما الجديد بدلا عن المشروع السابق، واستخدماه كبذرة للمشروع الجديد والأضخم. وللحصول على مزيد من التمويل طرح ستونبراكر الفكرة على «داربا» (وكالة مشاريع أبحاث الدفاع المتقدمة DARPA) وهي أشهر مصدر لتمويل بحوث الحوسبة والتطوير في ذلك الوقت، ولكن كل من داربا ومكتب البحوث البحرية ONR لم يستطيعا مساعدتهما لأنها يمولوا بالفعل بحوث في قواعد البيانات في مكان آخر. بعد ذلك طرح ستونبراكر فكرته على الوكالات الأخرى، وبمساعدة من زملائه حصل في النهاية على دعم متواضع من مؤسسة العلم القومية وثلاث وكالات عسكرية: مكتب سلاح الجو للبحوث العلمية، ومكتب أبحاث الجيش وقيادة نظم الإلكترونية التابع للبحرية.
وبهذا التمويل، طورت انجرس خلال منتصف السبعينيات بفريق متناوب من الطلاب والموظفين. مرت انجرس بمرحلة تطور مماثلة لنظام R، بداية من النموذج الأولي في 1974 تلتها تنقيحات رئيسية لجعلها قابلة للصيانة. وبعد ذلك وزعت انجرس إلى مجتمع صغير من المستخدمين، وقد أعاد أعضاء المشروع كتابة النموذج الأولي مرارا للتكامل مع الخبرة المتراكمة وردود فعل المستخدمين والأفكار الجديدة. بقيت انجرس تشبه إلى حد بعيد فكرة نظام R من شركة IBM ولكنها مبنية على أنظمة «منخفضة النهاية»، المسماة يونكس التي تعمل على أجهزة شركة المعدات الرقمية.

## التسويق
وخلافا لنظام R، فإن مصدر انجرس كان متوفرا على أشرطة برسوم متواضعة. وبحلول 1980، وزعت أكثر من 1000 نسخة على الجامعات بشكل رئيسي. وقام العديد من طلاب جامعة بركيلي وجامعات أخرى (التي تعمل فيها انجرس) باستخدام مصدر انجرس في العديد من أنظمة تطبيقات قواعد البيانات التجارية.
انتقل جيري هيلد أحد طلاب بركيلي ولاحقا كاريل يوسفي إلى Tandem Computers حيث طوروا نظام تطور لاحقا إلى NonStop SQL. كان نظام قاعدة بيانات Tandem إعادة استخدام تكنولوجيا انجرس. وقد طورالنظام ليعمل بشكل فعال على الحواسيب المتوازية، والتي تحوي على وظائف للبيانات الموزعة والتنفيذ الموزع، والمعاملات الموزعة (الأخيرة من الصعوبة بمكان). مكونات النظام أطلقت أول مرة في أواخر السبعينيات. وبحلول 1989 استطاع النظام تشغيل الاستعلامات بشكل متوازي، وإلى حدٍ ما أصبح المنتج الشهير لكونه أحد الأنظمة القليلة التي تتمدد بشكل خطي بحسب عدد المعالجات في الآلة: فإضافة وحدة معالجة ثانية إلى خادم NonStop SQL الموجود سيضاعف أداءه مرتين بشكل عام. قامت شركة Compaq بشراء Tandem لاحقا، وبدأت بإعادة كتابة النظام في 2000، والآن هو منتج في شركة HP.
شكل روبرت إبتشاين Britton-Lee - المبرمج الرئيسي على المشروع بينما كان في بيركلي -جنبا إلى جنب مع الطلاب الآخرين في مشروع انجرس، بولا هاوثورن ومايك أوبل، وإنضم إليهم لاحقا إريك ألمن. ولاحقا، كونوا نظام Sybase. لقد كان Sybase ثاني منتج (بعد أوراكل المبنية على System R) لبعض الوقت من الثمانينات إلى التسعينيات، قبل أن تأتي Informix وتستولي عليه في 1997. وتم ترخيص منتج Sybase أيضا إلى مايكروسوفت في 1992، والتي بدورها سوقت لها باسم Microsoft SQL Server. هذه العلاقة توترت في أواخر التسعينات، واليوم تجاوزت مبيعات سكول سيرفر سيبيز بهامش كبير.
العديد من الشركات استخدمت مصدر انجرس لإنتاج منتجاتها. وكان أنجح هذه الشركات شركة تسمى Relational Technology والتي يرمز إليها RTI، أسست في 1980 بواسطة ستونبراكر ووانج ولورانس أ.راو وهو أستاذ آخر في بيركلي. أعيد تسمية RTI إلى شركة انجرس في أواخر الثمانينات. قامت الشركة بتحويل شفرة انجرس إلى DEC VMS والذي كان نظام تشغيلي تجاري لأجهزة VAX إنتاج شركة المعدات الرقمية، وقامت أيضا بتطوير مجموعة من الأدوات النهائية لإنشاء ومعالجة القواعد البيانات، وأدوات تطوير التطبيقات. وبمرور الوقت الكثير من مصدر انجرس أعيد كتابته لإضافة وظائف جديدة (مثل تعدد المعاملات ولغة SQL ونوع البيانات الوقت والتاريخ إلخ) وتحسين الأداء (مثل الاستعلامات المترجمة وخادم متعدد المسالك إلخ). في نوفمبر 1990، قامت شركة ASK بشرائها. وغادر المؤسسون الشركة في الأشهر التالية. في 1994، قامت شركة Computer Associates بشراء ASK/ Ingres، واستمرت في توفير انجرس تحت عدة علامات تجارية (على سبيل المثال OpenIngres - IngresII - advantage Ingres).
وفي عام 2004 أطلقت Computer Associates انجرس r3 تحت رخصة مفتوحة المصدر. الشفرة احتوت على خادم DBMS وأدوات خدمية وأدوات تطوير التطبيقات. وفي الجوهر، كل شي ما عدا OpenROAD والتي هي بيئة التطوير الرسومية لـ 4GL.
في نوفمبر 2005، في شراكة برأس المال من Garnett & Helfrich وشركة Computer Associates، أنشأت شركة جديدة أطلق عليها شركة انجرس، والتي تزود الدعم والخدمات لقاعدة البيانات انجرس وOpenROAD والمنتجات الرابطة.
في فبراير 2006، أطلقت شركة انجرس قاعدة البيانات انجرس 2006 تحت رخصة جنو العمومية.

## بوستجرس
بدأ مشروع بوستجرس لمعالجة أوجه القصور القائمة في إعدادات إدارة قواعد البيانات للنموذج العلائقي. الشيء الرئيسي كان العجر عن السماح للمستخدم بتعريف مجالات جديدة (أو أنواع) والتي تتألف مع المجالات المتشابهة (راجع النموذج العلائقي لشرح مفردة «مجال»). سبر المشروع أفكار أخرى مثل إدراج الكتابة مرة واحدة على الوسائط (مثل الأقراص الضوئية) واستخدام وحدات تخزين ضخمة والتواصل ونموذح كائني المنحى. والاعدادات أيضا أجرت تجارب مع واجهات جديدة بين قاعدة البيانات وبرامج التطبيقات.
نتيجة المشروع أطلق عليها بوستجرس، وهدفت إلى تقديم العدد الأقل من المميزات الضرورية لإضافة دعم الأنواع الكاملة. وتشمل على القدرة على تعريف الأنواع، ولكن أيضا القدرة على وصف لكامل العلاقات التي حتى هذا الوقت تستخدم على نطاق واسع ولكنها تصان بشكل كامل بواسطة المستخدم. في بوستجرس قاعدة البيانات «تفهم» العلاقات وتستطيع استرجاع المعلومات ذات الصلة في الجدوال بطريقة طبيعية باستخدام القواعد.
في التسعينات بدأ ستونبراكر شركة جديدة لتسويق بوستجرس، تحت مسمى Illustra. ولكن الشركة والتكنولوجيا اشترتها Informix لاحقا.